# Terelimella larochei
Terelimella larochei är en snäckart som först beskrevs av Powell 1930.  Terelimella larochei ingår i släktet Terelimella och familjen Pyramidellidae. Inga underarter finns listade i Catalogue of Life.